# CASA FITS
El CASA FITS o sistema FITS (siglas en inglés de Fully Integrated Tactical System, que significa "Sistema táctico completamente integrado") es un moderno sistema táctico aerotransportado para aplicaciones de vigilancia marítima y de seguridad nacional que presenta a los operadores información táctica y de navegación en tiempo real desarrollado por CASA (ahora Airbus Military), que equipado en aeronaves permite desarrollar múltiples misiones de patrulla:
| Civiles                                                                                         | Militares |
| ----------------------------------------------------------------------------------------------- | --- |
| - Control de la zona económica exclusiva (EEZ) - Búsqueda y rescate (SAR) - Vigilancia marítima | - Guerra antisubmarina (ASW) - Guerra antisuperficie (ASuW) - Inteligencia de señales (SIGINT) - Alerta aérea temprana (AEW) |

El sistema FITS se compone de una serie de consolas operador universales y reconfigurables, conectadas a dos procesadores tácticos redundantes, mediante una LAN que une las consolas con los sensores adaptados a la misión de patrulla marítima a realizar. Este innovador Sistema de Misión proporciona una gran reducción de la carga de trabajo de los operadores, ya que de manera simultánea se controla y se explota la información proveniente de los sensores tácticos y de navegación, los equipos de registro de datos y las comunicaciones tácticas con los Centros de Mando y Control (C3) y unidades cooperativas por medio de enlaces de datos tipo Link-11 o Link-16. Lo mejor es que las consolas son intercambiables y reconfigurables, lo que le otorga una gran flexibilidad. Si por ejemplo una consola sufre un daño, otra puede asumir su papel, o si una tiene exceso de carga de trabajo se le puede asignar a otra consola menos ocupada parte de ese trabajo. 
El hardware del sistema FITS es comercial, con presentadores tácticos, trackballs, teclados, pantallas LCD, etc. Se ha usado un esquema de arquitectura abierta lo que permite el uso de paquetes de software comerciales de uso industrial. El uso de hardware y software comercial permite fáciles y sobre todo poco costosas modernizaciones, algo muy interesante a largo plazo. 
El sistema FITS permite el uso de sensores específicos al gusto del cliente, dependiendo de la misión a usar. Una configuración del FITS típica tendría un radar de búsqueda ISAR/SAR, un sistema de identificación amigo-enemigo IFF (siglas del inglés Identification Friend or Foe), un equipo de inteligencia electromagnética ESM/ELINT (del inglés Electronic Support Measures/ELectronic INTelligence), una cámara de TV con visor FLIR, subsistema acústico, sistema de datos Link-11, cuatro consolas para los puestos de TACCO (acrónimo en inglés de TACtical COordinator), NAVCOMM, sensores acústicos, sensores no acústicos, etc.
El Sistema de Misión FITS puede ser instalado en un amplio abanico de plataformas, tales como los aviones CASA C-212, CN-235, C-295 o P-3 Orion, o helicópteros. Brasil está modernizando sus Orion con el sistema FITS, al igual que hizo el Ejército del Aire de España.

## Operadores del sistema
En el año 2009, los siguientes operadores utilizaban el sistema CASA FITS:
 Brasil
- Fuerza Aérea Brasileña: equipado en 8 aviones Lockheed P-3A Orion.

 Chile
- Armada de Chile: equipado en 3 CASA C-295 (con opción para 5 más).

 Colombia
- Armada de Colombia: equipado en un CASA CN-235.

 Ecuador
- Armada del Ecuador: equipado en 2 aviones CASA CN-235

 España
- Ejército del Aire de España:[3] equipado en 5 aviones Lockheed P-3B Orion y en 6 CASA CN-235 del Servicio Aéreo de Rescate (con opción a 2 más).
- Guardia Civil Española:[8] equipado en 2 CASA CN-235.
- Sociedad de Salvamento y Seguridad Marítima (SASEMAR):[9] equipado en 3 CASA CN-235.

 Estados Unidos
- Guardacostas de los Estados Unidos: equipado en 11 CASA CN-235.

 Irlanda
- Irish Air Corps: equipado en 2 CASA CN-235.

 México
- Armada de México: equipado en 8 CASA C-212 y en 2 CASA CN-235 (con opción para 2 más).

 Portugal
- Fuerza Aérea Portuguesa: equipado en 5 CASA C-295.